# Kouty (ort i Tjeckien, Vysočina, lat 49,65, long 15,29)
Kouty är en ort i Tjeckien.   Den ligger i regionen Vysočina, i den centrala delen av landet, 80 km sydost om huvudstaden Prag. Kouty ligger 494 meter över havet och antalet invånare är 195.
Terrängen runt Kouty är varierad. Runt Kouty är det ganska tätbefolkat, med 155 invånare per kvadratkilometer. Närmaste större samhälle är Humpolec, 12,8 km söder om Kouty. Omgivningarna runt Kouty är en mosaik av jordbruksmark och naturlig växtlighet.